# Dayia scabra
Dayia scabra är en blågullsväxtart som först beskrevs av Townshend Stith Brandegee, och fick sitt nu gällande namn av J. M. Porter. Dayia scabra ingår i släktet Dayia, och familjen blågullsväxter. Inga underarter finns listade i Catalogue of Life.